# タンジパホア郡 (ルイジアナ州)
タンジパホア郡（英: Tangipahoa Parish）は、アメリカ合衆国ルイジアナ州の東部に位置する郡である。人口は13万3157人（2020年）。州内で最も人口成長率の高い郡の1つである。郡庁所在地はエイミートシティ、同郡で人口最大の町はハモンドである。タンジパホアという郡名はアコラピサ族インディアンの言葉で、「トウモロコシの穂」あるいは「トウモロコシを集める人々」を意味する。
タンジパホア郡はその全体でハモンド都市圏を構成している。

## 地理
アメリカ合衆国国勢調査局に拠れば、郡域全面積は823平方マイル (2,132 km2)であり、このうち陸地790平方マイル (2.046 km2)、水域は33平方マイル (85 km2)で水域率は3.99％である。
ポンチャトゥーラから南の郡域は、完新世海岸沼地と、有機物含有量の高い湿地の灰色から黒色をした粘土層、および清水湿地や沼地の下にある厚い泥炭層で構成されている。

### 主要高規格道路

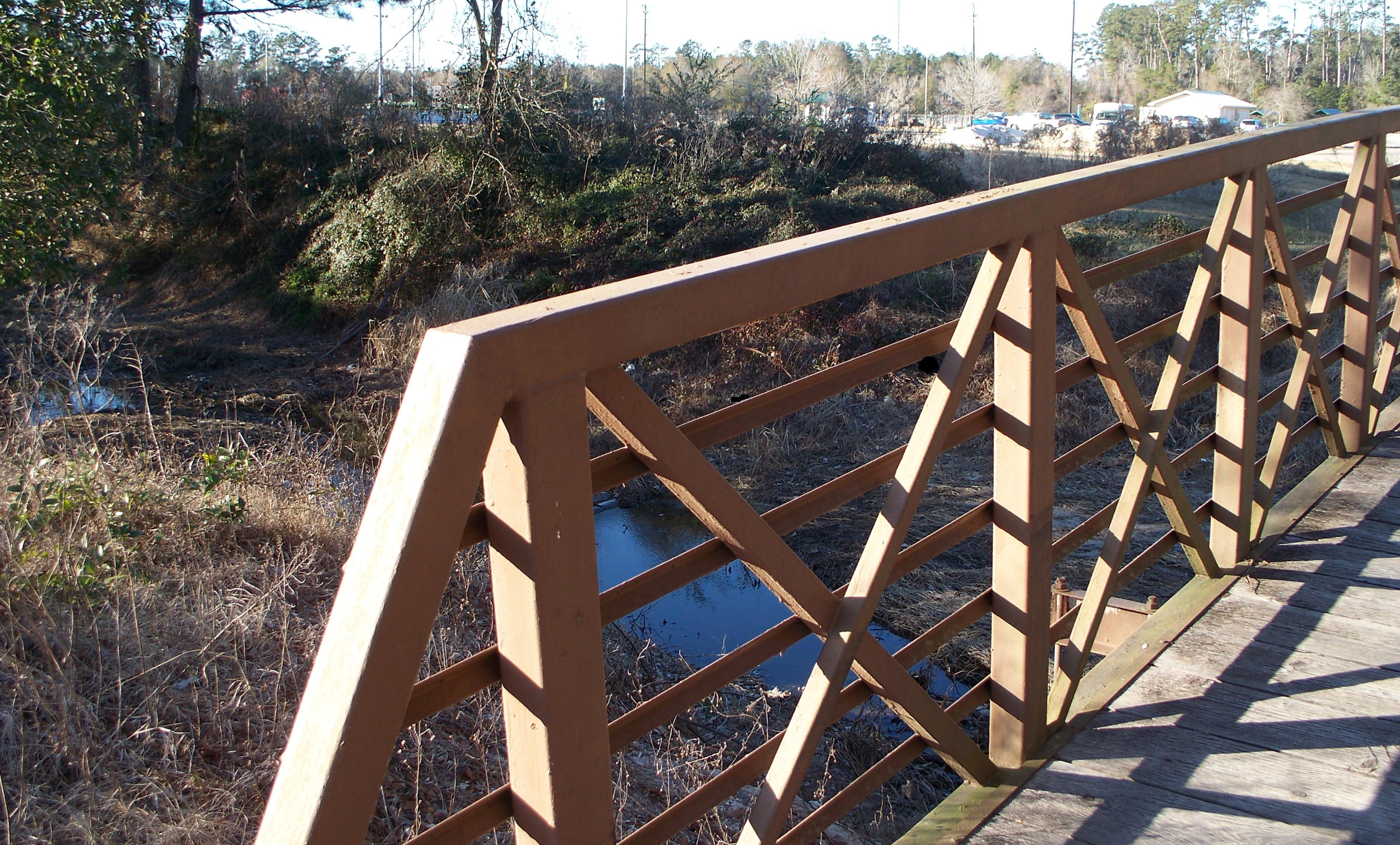
ポンチャトゥーラ・クリークに架かる歩道橋、ハモンド市にあるサウスイースタン・ルイジアナ大学のキャンパス内ノースオーク通り公園に通じている

- 州間高速道路12号線

- 州間高速道路55号線
- アメリカ国道51号線
- アメリカ国道190号線
- ルイジアナ州道10号線
- ルイジアナ州道16号線
- ルイジアナ州道22号線
- ルイジアナ州道38号線
- ルイジアナ州道40号線

### 隣接する郡
- エイメット郡 (ミシシッピ州) - 北西
- パイク郡 (ミシシッピ州) - 北東
- ワシントン郡、セントタマニー郡 - 東
- ポンチャートレイン湖 - 南東
- セントジョンザバプテスト郡 - 南
- セントヘレナ郡、リビングストン郡 - 西

## 人口動態

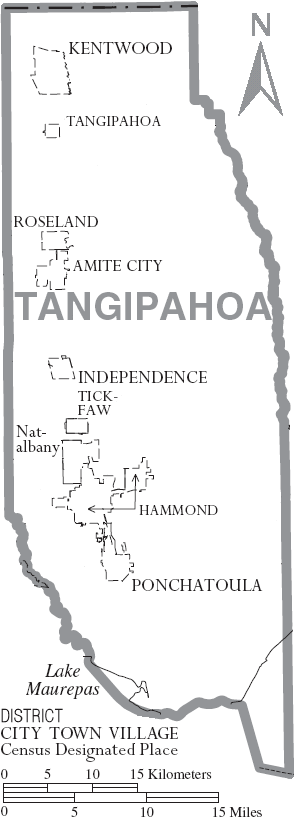
タンジパホア郡図

以下は2000年の国勢調査による人口統計データである。
| 基礎データ - 人口: 100,588人 - 世帯数: 36,558 世帯 - 家族数: 25,773 家族 - 人口密度: 49人/km2（127人/mi2） - 住居数: 40,794軒 - 住居密度: 20軒/km2（52軒/mi2） 人種別人口構成 - 白人: 69.76% - アフリカン・アメリカン: 28.35% - ネイティブ・アメリカン: 0.24% - アジア人: 0.39% - 太平洋諸島系: 0.01% - その他の人種: 0.46% - 混血: 0.78% - ヒスパニック・ラテン系: 1.53% 年齢別人口構成 - 18歳未満: 27.7% - 18-24歳: 12.7% - 25-44歳: 27.7% - 45-64歳: 21.2% - 65歳以上: 10.6% - 年齢の中央値: 32歳 - 性比（女性100人あたり男性の人口） - 総人口: 93.0 - 18歳以上: 88.6 | 世帯と家族（対世帯数） - 18歳未満の子供がいる: 35.3% - 結婚・同居している夫婦: 49.9% - 未婚・離婚・死別女性が世帯主: 16.2% - 非家族世帯: 29.5% - 単身世帯: 24.0% - 65歳以上の老人1人暮らし: 8.4% - 平均構成人数 - 世帯: 2.66人 - 家族: 3.19人 収入と家計 - 収入の中央値 - 世帯: 29,412米ドル - 家族: 36,7316米ドル - 性別 - 男性: 31,576米ドル - 女性: 20,066米ドル - 人口1人あたり収入: 14,461米ドル - 貧困線以下 - 対人口: 22.7% - 対家族数: 18.0% - 18歳未満: 28.6% - 65歳以上: 20.1% |

## 政治
タンジパホア郡はアメリカ合衆国下院議員選挙第1選挙区に属しており、この選挙区は共和党の強い地盤である。郡政府はルイジアナ州憲法と郡自治憲章によって制度が決められており、郡長と郡政委員会によって治められている。郡政委員会は立法府であり、その権限はルイジアナ州憲法、郡自治憲章およびルイジアナ州議会で成立した州法によって決められている。郡長は郡条例を管理し、郡と委員会の長となる。自治憲章による郡長は実質的に郡全体の長である。郡長は郡政府の役人の多くを指名する。その他に選挙で選ばれる役人として郡保安官、検視官、評価官および事務官がいる。

### 教育委員会
教育委員会はタンジパホア郡教育システムを管理している。委員会が学校監査官を指名し、学校監査官はシステムを指導し、機能を監督する。

## 都市と町
| - エイミートシティ - 郡庁所在地 - バプテスト - ハモンド - インデペンデンス - ケントウッド - ロレンジャー - マンチャック | - ナットオルバニー - ポンチャトゥーラ - ロバート - ローズランド - タンジパホア - ティックフォー |

## 教育
タンジパホア郡教育委員会が地元の公立学校を運営している。ハモンド市にはサウスイースタン・ルイジアナ大学がある。
アメリカ自由人権協会が、タンジパホア郡教育委員会とその他の被告を、教師主導による宗教教育を行ったとして、これまでに7回訴訟を行ってきた。

## 著名な出身者
- ブリトニー・スピアーズ、歌手
- アーマ・トーマス、歌手、グラミー賞受賞